# Orz
L'Orz est un cours d'eau et affluent gauche du Narew dans le nord-est de la Pologne. Il prend sa source au nord de Szumowo dans le powiat de Zambrów, entre immédiatement dans la voïvodie de Mazovie et coule principalement vers l'ouest jusqu'à sa confluence avec le Narew en dessous de Różan après une course d'environ 54,3 km. Son bassin est donnée à 609 km². Il n'y a pas de villes le long du cours de l'Orz.